# 鹿児島県地域振興公社
公益財団法人鹿児島県地域振興公社（こうえきざいだんほうじんかごしまけんちいきしんこうこうしゃ）は、鹿児島県が出資する公益法人。

## 概要
農地流動化に資する事業、農地造成や既耕地の再開発などの事業を主体とし、併せて公共用地の取得など産業開発に資する事業も行うことを目的として、1968年（昭和43年）6月1日に鹿児島県開発公社として発足した。その後、1995年（平成7年）4月1日に名称を鹿児島県地域振興公社と改めた。
主な事業として、農政・畜産に関する補助事業及び鹿児島県内の広域公園の管理・フラワーパークかごしまの管理を行う。

## 事業・概要
- 所在：鹿児島市名山町4番3号
- 設立： 1995年4月1日
- 基本財産：1916万

- 事業
  - 農地保有合理化に関する事業
  - 農業構造の改善に資する事業
  - 畜産基盤及び畜産環境施設の整備に関する事業
  - 農村地域工業導入促進に関する事業
  - フラワーパークの管理に関する事業
  - 都市公園，レクリェーション施設，修景施設等の管理に関する事業
  - 公共用地等の取得，造成，管理及び処分に関する事業
  - 産業開発に資する土地等の取得，造成，管理及び処分に関する事業
  - その他公社の目的達成に必要な事業

## 管轄公園
- 広域公園
  - 吹上浜海浜公園
  - 北薩広域公園
  - 大隅広域公園
- フラワーパークかごしま